# Крутая компания
«Крутая компания» (англ. In Good Company) — американский художественный фильм в жанре драматической комедии, поставленный и режиссёром Полом Вайцем по собственному сценарию. Премьера фильма состоялась 6 декабря 2004 года в Китайском театре Граумана.

## Сюжет
Дэн Формэн, пятидесятилетний менеджер рекламного отдела престижного спортивного издания находится на грани нервного срыва. Сначала в результате служебных пертурбаций его лишают должности, а затем назначают нового босса — двадцатишестилетнего Картера Дуриея, который годится ему в сыновья и ничего не смыслит в издательском бизнесе.
Вдобавок жена Энн сообщает Дэну, что беременна, а 18-летняя дочь Алекс поступила в престижный университет. Финансовое благополучие семьи под угрозой, и вот в такой отчаянный момент жизни Дэн Формэн узнает, что Картер начинает крутить роман с Алекс.

## В ролях
- Деннис Куэйд — Дэн Форман
- Тофер Грейс — Картер Дурией
- Скарлетт Йоханссон — Алекс Форман
- Марг Хелгенбергер — Энн Форман
- Кларк Грегг — Марк Стекл
- Дэвид Пеймер — Морти Векслер
- Сельма Блэр — Кимберли
- Тай Баррелл — Энрике Колон
- Фрэнки Фэйсон — Корвин
- Филип Бейкер Холл — Юджин Калб
- Лорен Том — акушерка
- Коллин Кэмп — портье
- Зена Грей — Джейн Форман
- Джон Чо — Пити
- Малкольм Макдауэлл — Тедди К, генеральный директор Globecom (в титрах не указан)

## Отзывы
Фильм получил в основном положительные отзывы. Общий балл на сайте-агрегаторе Rotten Tomatoes составил 82 % на основе 171 отзыва.
На сайте Metacritic рейтинг фильма составил 66 баллов из 100 на основе 40 рецензий.